# نوی دوفنشتدت
نوی دوفنشتدت (به آلمانی: Neu Duvenstedt) یک شهر در آلمان است که در رندسبورگ-اکرنفورده واقع شده‌است.
 نوی دوفنشتدت  ۱۴۸ نفر جمعیت دارد.